# نخل مکزیکی
 نخل مکزیکی(نام علمی: Brahea armata) نام یک گونه از تیره نخل است.